# Daphnis en Chloë

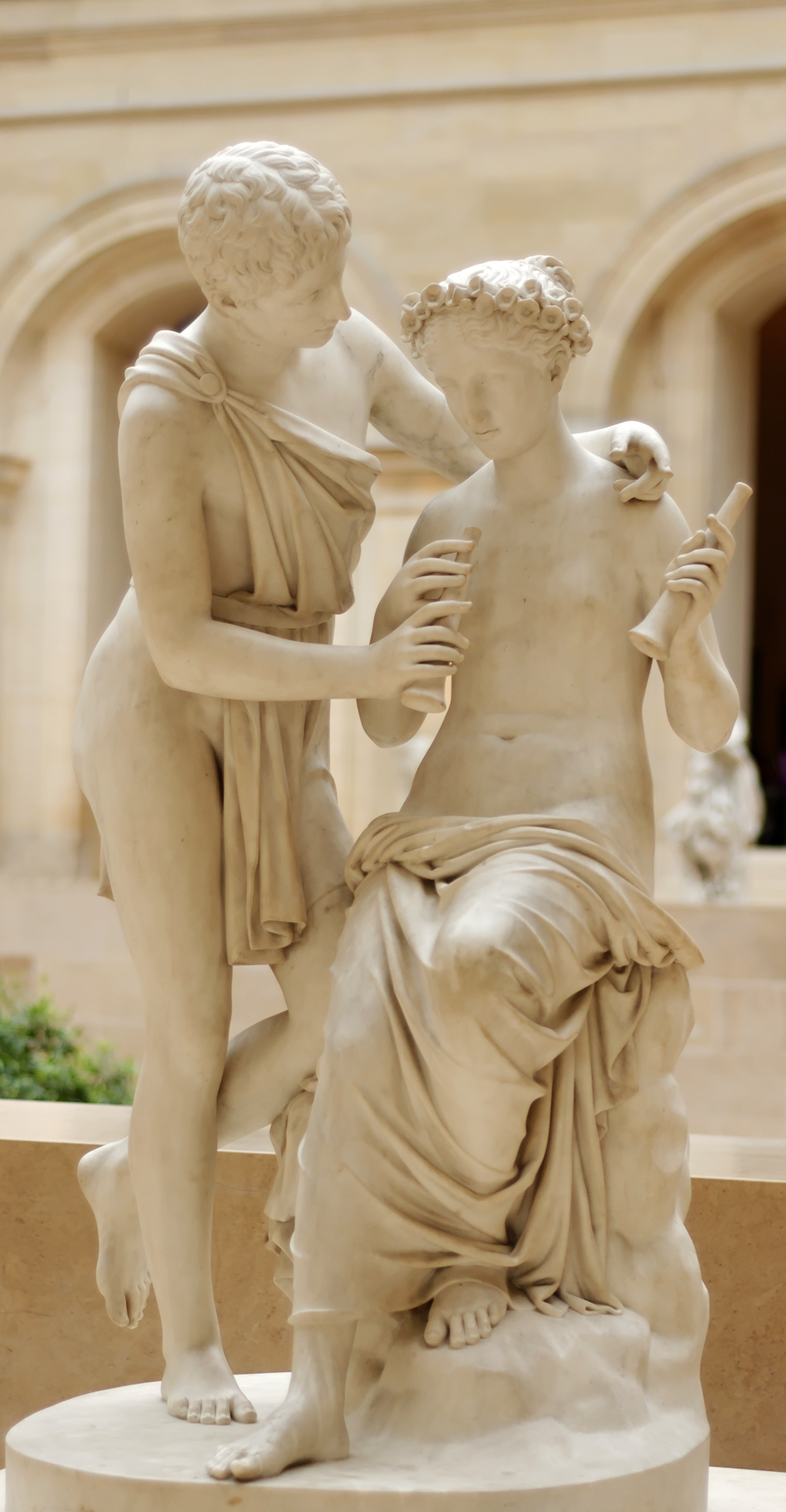
Daphnis en Chloë, een beeld van Jean-Pierre Cortot

Daphnis en Chloë (Grieks: Δάφνις καὶ Χλόη, Daphnis kai Chloē) is een herdersroman (pastorale) uit de Griekse oudheid, toegeschreven aan de verder onbekende schrijver Longus (vermoedelijk 2e eeuw n.Chr.). Het populaire werkje werd in latere tijden vaak vertaald, bewerkt en geïmiteerd in literatuur, beeldende kunst en muziek, zoals het ballet Daphnis et Chloé van Michel Fokine met muziek door Maurice Ravel.

## Samenvatting

### Eerste boek
Het verhaal speelt zich te Mytilene op het eiland Lesbos af. Daphnis en Chloë (wat zij zelf niet weten) zijn twee vondelingen: hij is bij een heiligdom van Pan aangetroffen en wordt geitenherder, zij, een hoedster van schapen, was in een grot van de Nimfen te vondeling gelegd. Daphnis wordt door Lamon en Myrtale grootgebracht, Chloë door Dryas en Nape. De kinderen groeien als hechte vrienden samen op en hoeden hun kuddes getweeën. Tijdens een spel viel Daphnis in een wolvenval, waarop Chloë een herder genaamd Dorcon ten hulp riep. Daphnis en Chloë verzorgen zijn wonden. Dorcon had sinds de ontmoeting een oogje voor Chloë wil haar huwen. Hij probeert haar liefde te winnen door cadeaus te geven, maar tevergeefs. Wanneer Dorcon en Daphnis een ruzie hebben over wie de mooiste is, beslist Chloë dat het Daphnis is en geeft ze hem een kus als prijs. De herder Dorcon wil Chloë huwen en tracht haar, als wolf vermomd, te schaken, maar wordt door de honden aangevallen. Daphnis en Chloë verzorgen zijn wonden. Piraten uit Tyrus ontvoeren Daphnis. Dorcon wordt dodelijk verwond en schenkt Chloë in ruil voor een laatste kus een magische fluit. De koeien op de boot van de piraten laten het schip kapseizen wanneer ze de fluit horen en de zeerovers, die zwaar zijn uitgedost, verdrinken.

### Tweede boek
In de herfst vertelt de herder Philetas Daphnis en Chloë over Cupido; de twee beseffen dat ze verliefd op elkaar zijn. Philetas vertelt hun dat er drie remedies zijn tegen liefdesverdriet, iets waar ze beide van lijden, namelijk kussen, elkaar omhelzen en naakt bij elkaar op de grond liggen. Daphnis en Chloë zijn nog niet klaar voor de derde stap. Enkele jagers uit Mithymna bevestigen hun boot met een twijg, maar een geit eet die op, waardoor het rijkelijk beladen schip wegdrijft. De mannen beschuldigen Daphnis en takelen hem lelijk toe. De Mytileniërs verjagen de Mithymneeërs, die bij hun generaal Bryaxis gaan klagen. De Mithymneeërs plunderen Mytilene en nemen Chloë gevangen. Pan is vertoornd en stuurt een storm; in een visioen beveelt hij Bryaxis, Chloë terug te brengen. De herders vieren feest en offeren aan Pan. Philetas geeft Daphnis zijn beste panfluit. Daphnis en Chloë zweren elkander trouw.

### Derde boek
De Mytileniërs willen een wraakexpeditie ondernemen, maar uiteindelijk wordt de ruzie bijgelegd. Het wordt winter; Daphnis en Chloë zijn gescheiden. Daphnis gaat vogeltjes vangen vóór de hut van Dryas en wordt zo uitgenodigd op het feest van Dionysos, waar hij Chloë opnieuw kan zien. Philetas had de beiden verteld dat ze elkaar moesten kussen en omhelzen en naakt bij elkaar liggen, maar ze weten niet hoe geslachtsgemeenschap in zijn werk gaat, voelen zich gefrustreerd en trachten het gedrag van schapen en geiten te imiteren. Lycænium, een vrouw uit de stad, is met een oude boer getrouwd die haar seksueel niet kan bevredigen. Ze heeft haar zinnen op Daphnis gezet en lokt hem, onder het voorwendsel van een visioen van de Nimfen, naar een bosje waar ze hem ontmaagdt. Ze waarschuwt Daphnis echter dat Chloë mogelijk zal bloeden wanneer hij het bij haar probeert, en Daphnis associeert bloed alleen met geweld. Vele rijke hofmakers dingen bij Dryas naar de hand van Chloë, en Daphnis is wanhopig omdat hij arm is. Ook zijn pleegvader weigert het huwelijk om die reden. De Nimfen verschijnen in een visioen aan hem en leiden hem naar een beurs met drieduizend drachme. Dryas belooft Daphnis dat hij Chloë als vrouw krijgt. Zijn pleegvader Lamo is echter een horige van de landeigenaar Dionysophanes; zodoende heeft Daphnis diens toestemming nodig om te huwen.

### Vierde boek

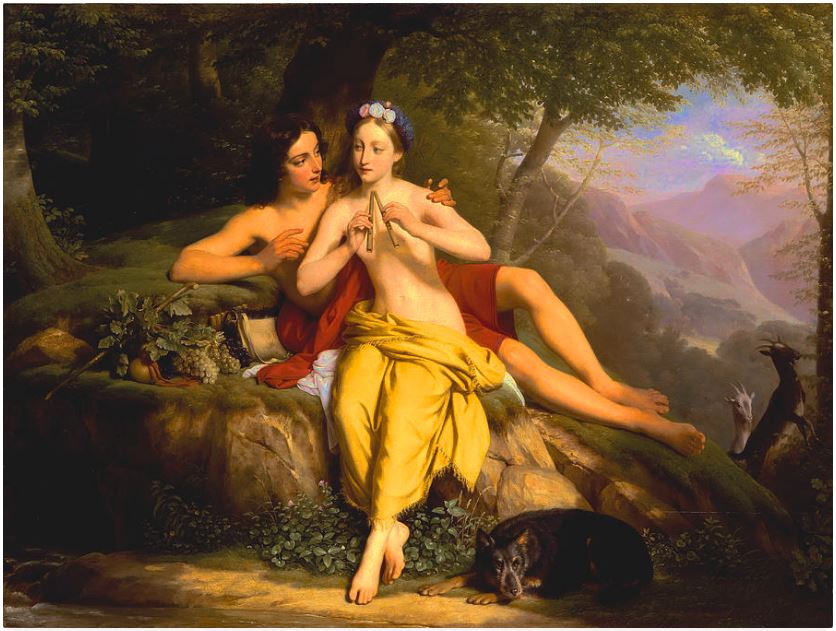
Daphnis en Chloë - Louise Marie-Jeanne Hersent-Mauduit

Lamon, Daphnis en Chloë maken de landerijen piekfijn in orde; Daphnis kamt zelfs de geiten en blinkt hun horens op. De herder Lampis koestert wrok omdat hij Chloë niet krijgt, en hij vernielt de bloemenperkjes. Dionysophanes’ zoon Astylus heeft een drankzuchtige dienaar genaamd Gnatho, die pederast is en Daphnis tracht te verkrachten. Dionysophanes en zijn vrouw Clearista zijn zeer onder de indruk van Daphnis’ muzikaal talent. Gnatho smeekt bij Astylus dat hij Daphnis naar de stad mee mag nemen, waarmee Astylus instemt. Dionysophanes’ dienaar Eudromos brengt Lamon op de hoogte, die besluit dat het tijd is om het verhaal van Daphnis’ afkomst te openbaren. Dionysophanes realiseert zich dat Daphnis zijn dood gewaande zoon is: hij had hem als boreling achtergelaten omdat hij toen nog arm was en geen derde kind groot kon brengen; zijn andere twee kinderen zijn echter inmiddels overleden. Nu betaamt het Daphnis, die klaarblijkelijk van rijke afkomst is, niet meer geiten te hoeden. Chloë beklaagt haar lot en denkt dat Daphnis haar vergeten is. Lampis ontvoert Chloë. Gnatho hoort Daphnis weeklagen en haalt Chloë terug; Daphnis vergeeft Gnatho zijn aanrandingspoging en neemt hem in dienst. Dryas besluit het verhaal te vertellen van hoe hij Chloë als zuigeling in het heiligdom van de Nimfen had aangetroffen, en Dionysophanes willigt in met een huwelijk tussen de beiden, aangezien ook zij kennelijk van goed bedeelden huize is. Uiteindelijk wordt de echte vader van Chloë teruggevonden: Megacles uit Mytilene. Dionysophanes bevrijdt Daphnis’ ouders uit de lijfeigenschap. Daphnis en Chloë houden een groot huwelijksfeest op het platteland, waarop alle bevriende herders aanwezig zijn.

## Karakterisering

### Daphnis
Daphnis verschijnt bijna de hele plot als een jonge man. Hij wordt beschreven als zongebruind, donkerharig en niet bijzonder sterk. Meestal is hij gereserveerd, bescheiden en verlegen. In de loop van het verhaal komt hij herhaaldelijk in gevaarlijke situaties terecht waaruit hij zichzelf niet kan bevrijden en door zijn behoefte aan hulp voldoet hij niet aan de klassieke definitie van een oude held.
Vanwege Daphnis' escapade met zijn listige buurvrouw Lycaenion, is hij reeds ervaren op seksueel gebied. Chloë is dit niet en bevindt zich daarom in een ondergeschikte positie ten opzichte van Daphnis. Hij is degene die zal bepalen wanneer Chloë vrouw wordt, maar durft haar niet te ontmaagden uit schrik dat ze zou bloeden door zijn toedoen. Longos speelt hier in op de traditionele norm dat een ervaren man een maagdelijke partner begeleidt. Hij wordt geassocieerd met leren en trainen (διδάσκω, παιδεύω) en is daarom mede verantwoordelijk voor Chloë’s educatie naar een vrouw.
Daphnis wordt in het verloop van het verhaal vaak 'mooi' genoemd, vooral door Chloë. Terwijl hij voortdurend knap wordt genoemd (παιδίον ἄρρεν μέγα καὶ καλόν), houdt Longus het voor Chloë bij 'het kind' (τὸ παιδίον). Zijn schoonheid wordt bijvoorbeeld vermeld door Chloë, door de piraten, door Myrtale, door Lamon en uiteindelijk door het hele huishouden, dat blij is een knappe medeslaaf te hebben.
Het personage van Daphnis is duidelijk geïnspireerd op de mythische Daphnis.

### Chloë
Chloë wordt afgebeeld als een jong en naïef meisje met een rustiek perspectief op het leven. Haar onwetendheid op het gebied van liefde vormt een rode draad doorheen het hele verhaal. Wanneer ze Daphnis bijvoorbeeld ziet baden in de grot van de nimfen tijdens het eerste boek beschrijft ze de kenmerken van liefdesverdriet, maar wijdt ze haar emoties aan haar vertrouwde landelijke opbrengen: 
En eens, toen ze alleen was, zei ze bij zichzelf: ‘Zonder
twijfel ben ik ziek, maar welke ziekte het is, weet ik niet. Ik ben niet
gewond en toch lijd ik pijn. Geen van mijn schapen is gestorven en
toch ben ik bedroefd; ik zit in diepe schaduw en toch gloei ik als
vuur. Aan hoeveel doornen heb ik me al niet geschramd en toch
heb ik niet geweend; hoeveel bijen hebben me al niet gestoken en
toch heb ik niet geschreeuwd. Maar wat nu mijn hart doorwondt,
is pijnlijker dan al het andere. Daphnis is mooi, maar de bloemen
zijn dat ook; zijn schalmei zingt mooi, maar dat doen de nachtegalen ook. Maar om hen geef ik geen zier. Mocht ik zijn schalmei
maar zijn, zodat zijn adem door mij ging. Of één van zijn geiten,
zodat ik door hem gehoed werd.
Wanneer ze aandacht krijgen van andere personages, bijvoorbeeld Chloë en Dorcon, voelen ze jaloezie. Ze weten echter niet wat jaloezie precies inhoudt en ook die gevoelens koppelen ze aan hun landelijke opbrengen. Dit wordt ook via de focalisatie duidelijk gemaakt, aangezien Longos de term ‘jaloezie’ vermijdt en termen die onaangename gevoelens beschrijven gebruikt.
Chloë onderneemt de eerste stappen naar de relatie toe, wat atypisch is in vergelijking met andere romans, zoals Aithiopika en Kallirhoë. Ze is de eerste die haar gevoelens beschrijft en krijgt een actieve rol in de eerste helft van de roman. Zij is degene die Daphnis redt van de piraten en van de valkuil.
Ook is ze degene die de relatie op gang brengt, met name wanneer ze hem een kus geeft na de schoonheidswedstrijd tussen Dorcon en Daphnis, die Daphnis wint. Deze kus is wat Daphnis aanzet om verder stappen te zetten in hun ontluikende relatie.
 

Chloë wordt afgebeeld als nieuwsgierig en wordt geassocieerd met leren en begrijpen, wat duidelijk gemaakt wordt in het werkwoord leren (μανθάνω). Longus schrijft haar wel enige intelligentie toe die haar onderscheidt van Daphnis, maar schrijft laatstgenoemde niettemin toe aan haar ‘opleiding’. In boek 1 stelt ze zich veel vragen, bijvoorbeeld over waarom een vogel juist dat specifiek geluid maakt. In de eindscène reflecteert ze dan terug op haar vorige seksuele ervaringen, maar nu met de nodige kennis en ervaring.
Daphnis deed wat Lycaenion hem had geleerd en toen pas begreep Chloë dat alles wat ze aan de bosrand hadden gedaan slechts kinderspel was geweest. 
Opmerkelijk is ook de link van het meisje met schapen. Niet alleen werd ze als baby gezoogd door een schaap en wordt ze wanneer ze ouder is schapenhoedster; dit is ook het uitgelezen dier voor haar qua symboliek. Het schaap wordt namelijk al sinds de oudheid geassocieerd met onschuld, zuiverheid en schoonheid. En laat dat nu net de kenmerken zijn die ook Chloë typeren. Hierdoor lijkt ze als het ware een afspiegeling van de Griekse god Apollo, de god van o.a. de herders. 
In de latere christelijke traditie blijven trouwens diezelfde vergelijkingen opduiken van zuiverheid met schapen, bijvoorbeeld in het beroemde Lam Gods van de gebroeders Van Eyck, waar Jezus wordt voorgesteld als een lam.
Chloë’s hele karakter draait rond het landelijke en rustieke. Haar naam betekent letterlijk ‘groene scheut’, wat opnieuw verwijst naar haar landelijke oorsprong. 

## Bewerkingen
Jacques Amyot (1513-1593) maakte in 1559 een Franse vertaling die voor beter dan het origineel werd gehouden.
Het antieke verhaal bood Bernardin de Saint-Pierre inspiratie voor zijn Paul et Virginie (1787).

## Nederlandse vertalingen
Johan Brouwer baseerde De treffelijke historie van Daphnis en Chloë (1919) op de tekst van Amyot. Moderne vertalingen uit het Grieks werden bezorgd door Frans Cluytens (1958) en Jan Prins (1960). Meer recente vertalingen zijn van de hand van Stefan Van den Broeck (1990), Marc Moonen (1991) en Marjon van Es (2001).

## Verfilmingen
Het verhaal werd voor de eerste maal verfilmd in 1931 door de Griekse cineast Orestis Laskos (1908-1992) in het gelijknamige Dafnis kai Hloi. In 1993 werd deze roman opnieuw verfilmd, ditmaal door de Russische regisseur Yuri Kuzmenko in de licht-erotische prent Dafnis i Khloya.

## Latere literatuur
De roman heeft een fundamentele bijdrage geleverd aan het genre van de pastorale roman, dat gedurende de zestiende en zeventiende eeuw bijzonder populair was, en grote invloed onderging van auteurs zoals Shakespeare in "The Winter's Tale" en Honoré d'Urfé met "La Sireine". Het werk genoot grote bewondering van Goethe, die het in 1831 omschreef als een meesterwerk waarin verstand, kunst en smaak op hun hoogtepunt verschijnen, en waarnaast de goede Vergilius enigszins op de achtergrond raakt. Ook Rousseau liet zich inspireren door dit werk en verwees ernaar in een kort gedicht met dezelfde titel. De invloed van deze pastorale roman is eveneens prominent aanwezig in beroemde werken zoals "Paul et Virginie" van Bernardin de Saint-Pierre en "Atala", de korte roman van Chateaubriand. Bovendien refereert Colette aan dit werk in "Le Blé en herbe" (1923), waarin twee adolescenten net als Daphnis en Chloë de liefde ontdekken. Ook Raymond Radiguet verwijst naar dit werk in "Le Diable au corps" (1923).

## Schilderkunst
Ook in de schilderkunst was het verhaal van Daphnis en Chloë een inspiratiebron voor velen. De iconografie van Chloë bevat vaak een melkwitte huid, wat symbool staat voor haar rijke komaf en maagdelijkheid. Naakt, wit en een pastorale setting vormen hier het motief dat de grenzen van tijd en stijl overschrijdt. We vinden het ook terug bij o.a. François Boucher (1743), Louise Marie-Jeanne Hersent-Mauduit (1817). In de moderne schilderkunst heeft Chagall een serie gemaakt over Daphnis en Chloë bestaande uit 42 kleurenlitho's. 

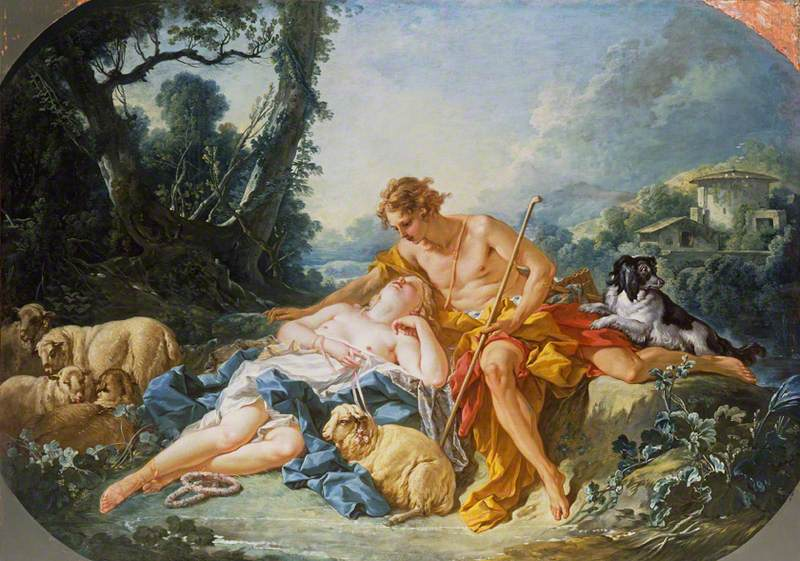
François Boucher - Daphnis et Chloé (1743)